# Christopher Boyes
Christopher Boyes (auch Chris Boyes) ist ein US-amerikanischer Toningenieur, der seit 1991 an Spielfilmen mitwirkt. Für seine Arbeit beim US-amerikanischen Film wurde er bisher neunmal für einen Oscar nominiert, wobei er viermal die Trophäe gewann.

## Leben
Boyes studierte an der San Francisco State University Kino und schloss 1985 mit einem B.A. ab. Seine Arbeit beim Film begann er als Geräuschemacher, eine Tätigkeit, die er nach eigenen Angaben liebt und deren Qualität er als essentiell für das Gelingen eines Soundtracks einschätzt. Ab 1992 arbeitete er verschiedentlich als Assistent im Tonbereich, bis er 1995 als Sound Designer für den Ton des Steven-Seagal-Streifens Alarmstufe: Rot 2 verantwortlich zeichnete. Bis heute hat Boyes an über 70 US-Filmen in der Tonabteilung mitgearbeitet.
Boyes wirkte in verschiedenen Funktionen beim Ton einiger kommerziell sehr erfolgreicher Filmreihen mit, darunter die Der-Herr-der-Ringe-Trilogie, die Fluch-der-Karibik-Reihe, die Iron-Man-Filme sowie die Jurassic-Park-Filme. Er arbeitete mehrfach mit weltweit bekannten Regisseuren zusammen, unter anderem mit Peter Jackson, James Cameron und Clint Eastwood.

## Filmografie (Auswahl)
- 1993: Jurassic Park
- 1995: Alarmstufe: Rot 2 (Under Siege 2: Dark Territory)
- 1996: Operation – Broken Arrow (Broken Arrow)
- 1997: Con Air
- 1997: Titanic
- 1997: Vergessene Welt: Jurassic Park (The Lost World: Jurassic Park)
- 1998: Der Staatsfeind Nr. 1 (Enemy of the State)
- 2001: Der Herr der Ringe: Die Gefährten (The Lord of the Rings: The Fellowship of the Ring)
- 2001: Jurassic Park III
- 2002: Der Herr der Ringe: Die zwei Türme (The Lord of the Rings: The Two Towers)
- 2003: Der Herr der Ringe: Die Rückkehr des Königs (The Lord of the Rings: The Return of the King)
- 2003: Fluch der Karibik (Pirates of the Caribbean: The Curse of the Black Pearl)
- 2004: Catwoman
- 2004: Million Dollar Baby
- 2005: King Kong
- 2006: Pirates of the Caribbean – Fluch der Karibik 2 (Pirates of the Caribbean: Dead Man’s Chest)
- 2007: Fluch der Karibik – Am Ende der Welt (Pirates of the Caribbean: At World's End)
- 2008: Iron Man
- 2009: In meinem Himmel (The Lovely Bones)
- 2009: Avatar – Aufbruch nach Pandora (Avatar)
- 2010: Prince of Persia: Der Sand der Zeit (Prince of Persia: The Sands of Time)
- 2010: Tron: Legacy
- 2010: Duell der Magier (The Sorcerer's Apprentice)
- 2010: Iron Man 2
- 2011: Pirates of the Caribbean – Fremde Gezeiten (Pirates of the Caribbean: On Stranger Tides)
- 2011: Cowboys & Aliens
- 2022: Avatar: The Way of Water

## Auszeichnungen (Auswahl)
- 1998: Oscar für Tonschnitt in Titanic
- 2002: Oscar für Tonschnitt in Pearl Harbor
- 2004: Oscar für Tonmischung in Der Herr der Ringe: Die Rückkehr des Königs
- 2006: Oscar für Tonmischung in King Kong